# Симфонический оркестр штата Мерида
Симфони́ческий орке́стр шта́та Ме́рида (исп. Orquesta Sinfónica del Estado Mérida, сокращённо OSEM) — венесуэльский симфонический оркестр, базирующийся в городе Мерида. Основан в 1991 году венесуэльским пианистом и педагогом Хосе Антонио Абреу.

## История
Оркестр был организован 21 июня 1991 года на базе существовавшего с 1978 года под руководством Абреу в Системе молодёжных оркестров Венесуэлы Государственного молодёжного оркестра Мериды. В 1999 году был включён в список Культурного наследия штата Мерида. Пятнадцатилетие оркестра в 2006 году было ознаменовано широким кругом мероприятий, организованных правительством штата Мерида, Андским университетом, Системой молодёжных оркестров Венесуэлы и городом: оркестр дал в течение сезона 39 симфонических концертов и 108 учебных и камерных концертов в 21 муниципалитете штата Мерида.
Оркестр открыл свой 20-й сезон 15 января 2011 года подготовленной для второго ежегодного музыкального фестиваля Мерида (Festival de Música de Mérida) Второй симфонией Чайковского

## Руководители оркестра
- Амилькар Ривас (1991—1994)
- Серхио Берналь (1994—1997)
- Фелипе Искарай (1998—2001)
- Сесар Иван Лара (2004—2016)
- Мигель Пинеда Саккара (с 2016 г.)